# Paraphiloscia brevicornis
Paraphiloscia brevicornis är en kräftdjursart som beskrevs av Gustav Budde-Lund1913. Paraphiloscia brevicornis ingår i släktet Paraphiloscia och familjen Philosciidae. Inga underarter finns listade i Catalogue of Life.